# Universidade Brasil
A Universidade Brasil  é uma universidade privada brasileira com sede em São Paulo. Sua história remonta ao ano de 1968, tornando-se Universidade em 1989 por meio da Portaria 374 do Ministério da Educação.
Era denominada Universidade Camilo Castelo Branco (Unicastelo) até ser renomeada por meio da Portaria 628 de 14 de outubro de 2016 do Ministério da Educação.

## História
A universidade é mantida por uma associação, o Instituto de Ciência e Educação de São Paulo (ICESP), com sede no campus São Paulo (bairro Itaquera) e campi em Fernandópolis, Descalvado.
Disponibiliza vários cursos de Graduação, entre os quais: Medicina, Medicina Veterinária, Agronomia e Engenharia Civil, além de outros como Odontologia, História, Direito, Administração, Fisioterapia, Educação Física e Tecnológicos como Análise e Desenvolvimento de Sistemas, Gestão Ambiental, Logística entre outros, nas modalidades presencial e a distância.
Oferece cursos de especialização nas modalidades presencial e a distância.
Oferta programas de Mestrado em Bioengenharia, Ciências Ambientais, Engenharia Biomédica e Produção Animal e Doutorado em Engenharia Biomédica.

## Acusações de fraude
A instituição de ensino em 2019 passou a ser investigada, no âmbito da Operação Vagatomia, por fraude na criação e preenchimento de vagas no curso de medicina e nos processos de financiamento do Fundo de Financiamento ao Estudante do Ensino Superior (FIES) e Programa Universidade para Todos (Prouni). O caso se tornou inclusive matéria no Fantástico em setembro do mesmo ano.